# 旧克罗维尔
旧克罗维尔（法語：Crosville-la-Vieille，法語發音：[kʁovil la vjɛj]）是法国厄尔省的一个市镇，位于该省中部，属于埃夫勒区。

## 地理
旧克罗维尔（49°9'19"N, 0°55'48"E）面积7.74 平方千米，位于法国诺曼底大区厄尔省，该省份为法国北部内陆省份，北起滨海塞纳省，西接奧恩省和卡爾瓦多斯省，南至厄尔-卢瓦省，东临瓦兹省、瓦兹河谷省和伊夫林省。
与旧克罗维尔接壤的市镇（或旧市镇、城区）包括：伊维尔、马尔伯夫、勒讷堡、圣奥班代克罗斯维尔、勒特朗布莱-奥蒙维尔、圣科隆布-拉科芒德里。
旧克罗维尔的时区为UTC+01:00、UTC+02:00（夏令时）。

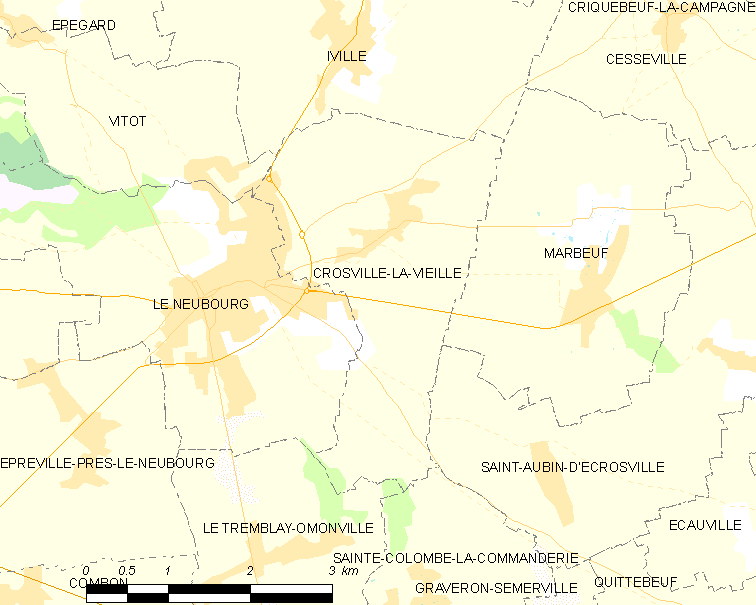
旧克罗维尔的OSM定位图

## 行政
旧克罗维尔的邮政编码为27110，INSEE市镇编码为27192。

## 政治
旧克罗维尔所属的省级选区为勒讷堡县。

## 人口

1962-2008年间旧克罗维尔人口变化图示

旧克罗维尔于2022年1月1日时的人口数量为610人。